# Jean-François Riche
Jean-François Riche est un homme politique français né en 1736 à Angers (Maine-et-Loire) et décédé à une date inconnue.
Négociant à Angers, il est député du tiers état aux États généraux de 1789 pour le bailliage d'Anjou, votant avec la majorité. Il est ensuite administrateur des hospices et juge au tribunal de commerce d'Angers.

## Sources
- « Jean-François Riche », dans Adolphe Robert et Gaston Cougny, Dictionnaire des parlementaires français, Edgar Bourloton, 1889-1891 [détail de l’édition]